# Olav Tryggvason

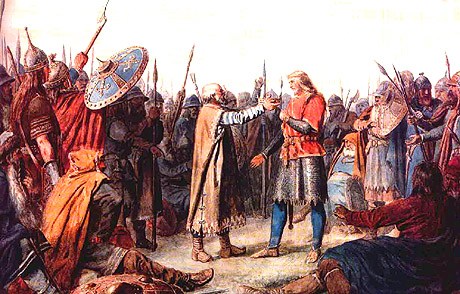
Olav Tryggvason väljs till kung av Norge.
Målning av Peter Nicolai Arbo 1860.

Olav Tryggvason, även kallad Olav Kråkben, son till Tryggve Olavsson och Astrid av Jæren, född cirka 968, död år 1000, var kung av Norge från 995 till 1000. Han var gift med Sven Tveskäggs syster Tyra.

## Biografi
Olav Tryggvason växte upp i exil i Gårdarike, dåtidens Ryssland i tjänst hos Vladimir I av Kiev. Han var sonsonson till Harald Hårfagre. Både hans far och farfar hade dött i inbördeskrig med sina släktingar. Som ung deltog han i flera vikingatåg och strider i länderna kring Östersjön, i Nederländerna, Skottland, Irland och England. Olav Tryggvason pressade vid två tillfällen engelska regenter på danagäld. Vid det första tillfället, år 991, ingick han ett avtal med kung Ethelred II. Avtalstexten har bevarats. Efter den andra utpressningen 994, tillsammans med Sven Tveskägg, lät Olav döpa sig i England 995, och samma år landsteg han med en privat armé i Trøndelag, där ett uppror mot regenten Håkon Jarl pågick. Efter att ha dräpt Håkon Jarl valdes Olav Tryggvason till kung. Under Olavs regeringstid gjorde kristendomen betydande landvinningar i Norge, dock utan att omvända hela landet och dess besittningar runt Nordatlanten. Han var gudfar åt Olof den helige. Olav stupade i slaget vid Svolder år 1000 i strid med Sven Tveskägg, Olof Skötkonung samt Håkon Svenssons son, Erik. Enligt Heimskringla kastade han sig i vattnet från sitt skepp Ormen Långe.
Kung Olav var gift med Sven Tveskäggs syster Tyra och de hade ett barn som dog innan det fyllt ett år.

## Musik
Berättelsen om Olav Tryggvason har gett upphov till flera musikverk
- Friedrich August Reissiger: Olaf Trygvason (1864), text: Bjørnstjerne Bjørnson, för manskör a cappella
- Glittertind: Landkjenning, Brede Seil Over Nordsjø Går (2009), text: Torbjørn Sandvik, Geirmund Simonsen
- Edvard Grieg: Landkjenning, opus 31 (1872), text: Bjørnstjerne Bjørnson, för manskör, barytonsolo och orkester
- Edvard Grieg: Olav Tryggvason, opus 50 (1873), text: Bjørnstjerne Bjørnson, en ofullbordad opera, kompletterad 2000 av Ragnar Søderlind.